# بطارية قلوية
البطارية القلوية هي نوع من أنواع البطاريات الأولية المستخدمة في مجالات الحياة اليومية، والتي تتألف من قطبين كهربائيين، الأول مصنوع من الزنك (الخارصين) Zn والقطب الآخر من أكسيد المنغنيز الرباعي MnO2. هناك أنواع من البطاريات القلوية تكون قابلة لإعادة الشحن. بالمقارنة مع بطارية زنك-كربون فإن البطارية القلوية لها كثافة طاقة مرتفعة ولها فترة صلاحية طويلة نسبيًا.
سميت البطارية القلوية بهذا الاسم لأنها تحوي كهرل قلوي من هيدروكسيد البوتاسيوم، وذلك بدلاً من كهرب كلوريد الأمونيوم أو كلوريد الزنك ذو الصفة الحمضية المستخدم في بطاريات كربون-زنك. بالمقابل هناك أنواع أأخرى من البطاريات تحوي داخلها على كهرل قلوي، ولكن لها تكوين من أقطاب كهربائية مختلفة.
هناك استهلاك كبير للبطاريات القلوية في كافة أنحاء العالم، فحوالي 80% من البطاريات المصنعة في الولايات المتحدة الأمريكية هي من البطاريات القلوية، وفي اليابان تشكل البطاريات القلوية 46% من مبيعات البطاريات الأولية، وفي سويسرا حوالي 68%، وفي 60% في بريطانيا، وفي الاتحاد الأوروبي 47% من كافة أنواع البطاريات بما فيها البطاريات الثانوية.
تستخدم البطاريات القلوية في العديد من الأدوات المنزلية مثل مشغلات MP3 ومشغلات الأقراص المضغوطة والكاميرات الرقمية والألعاب والمصابيح وأجهزة الراديو

## التفاعلات الكيميائية
- على المصعد:

{\displaystyle \mathrm {Zn+4OH^{-}\rightarrow [Zn(OH)_{4}]^{2-}+2e^{-}} }
{\displaystyle \mathrm {[Zn(OH)_{4}]^{2-}\rightarrow ZnO+2OH^{-}+H_{2}O} }
كما يكمن أن يحدث التفاعل التالي:
{\displaystyle \mathrm {Zn+2OH^{-}\rightarrow Zn(OH)_{2}+2e^{-}} }
{\displaystyle \mathrm {Zn(OH)_{2}\rightarrow ZnO+H_{2}O} }
- على المهبط:

{\displaystyle \mathrm {MnO_{2}+H_{2}O+e^{-}\rightarrow MnO(OH)+OH^{-}} }
{\displaystyle \mathrm {MnO(OH)+H_{2}O+e^{-}\rightarrow Mn(OH)_{2}+OH^{-}} }
- التفاعل الكلي:

{\displaystyle \mathrm {Zn+2MnO_{2}+2H_{2}O+2OH^{-}\rightarrow [Zn(OH)_{4}]^{2-}+2MnO(OH)} }

## اقرأ أيضًا
- بطارية زر
- بطارية زنك-كربون
- مقارنة بين أنواع البطاريات التجارية